# Harndrup (plaats)
Harndrup is een plaats in de Deense regio Zuid-Denemarken, gemeente Middelfart. De plaats telt 619 inwoners (2020).

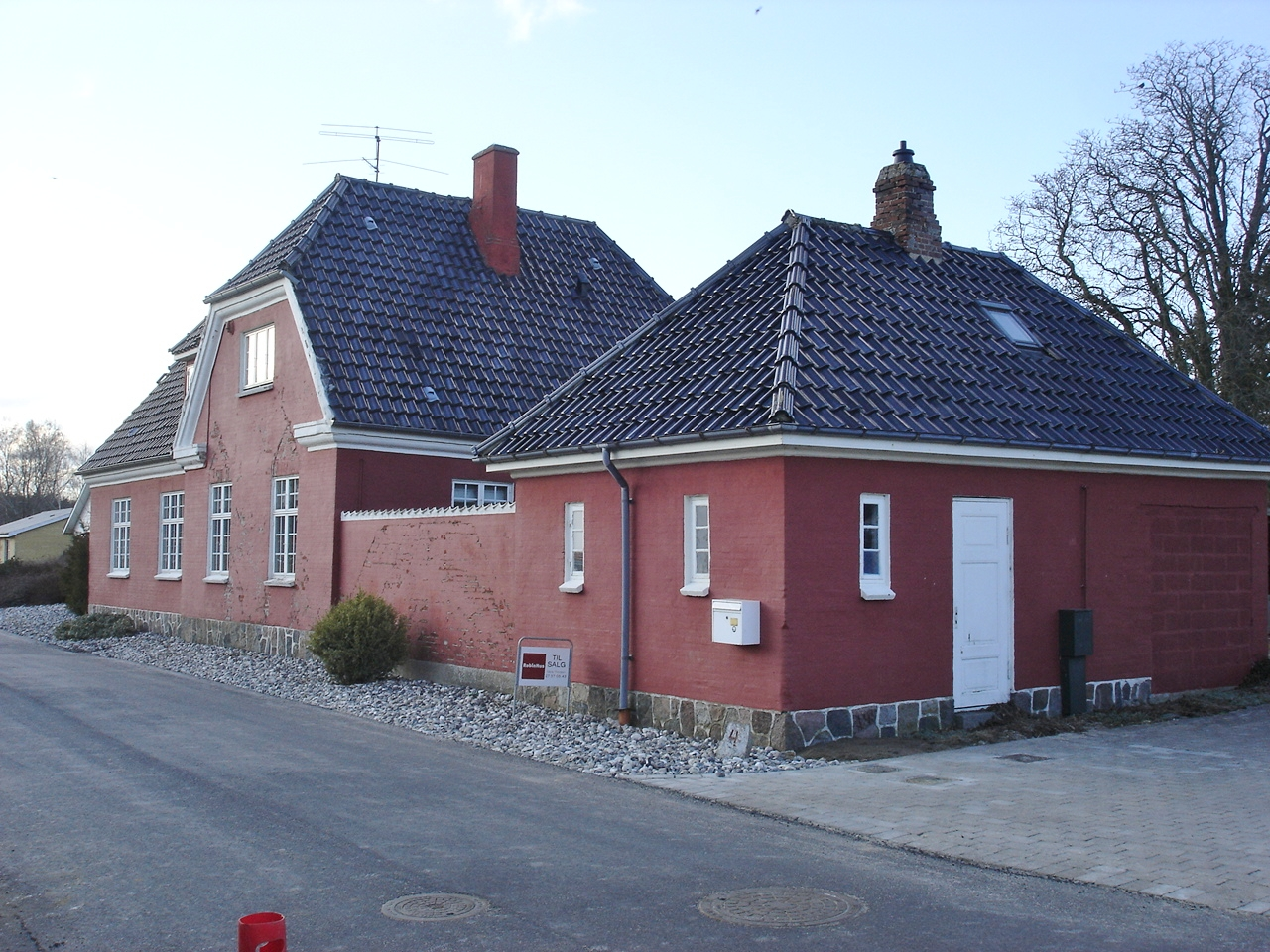
Voormalig station

. Het dorp ligt aan de voormalige spoorlijn Odense - Middelfart. De lijn werd in 1966 gesloten, maar het voormalige stationsgebouw is bewaard gebleven.
- Library of Congress Control Number: n78062286
- Nationale Bibliotheek van Israël: 987007547834505171
- Virtual International Authority File: 125470880